# Gil Goldstein

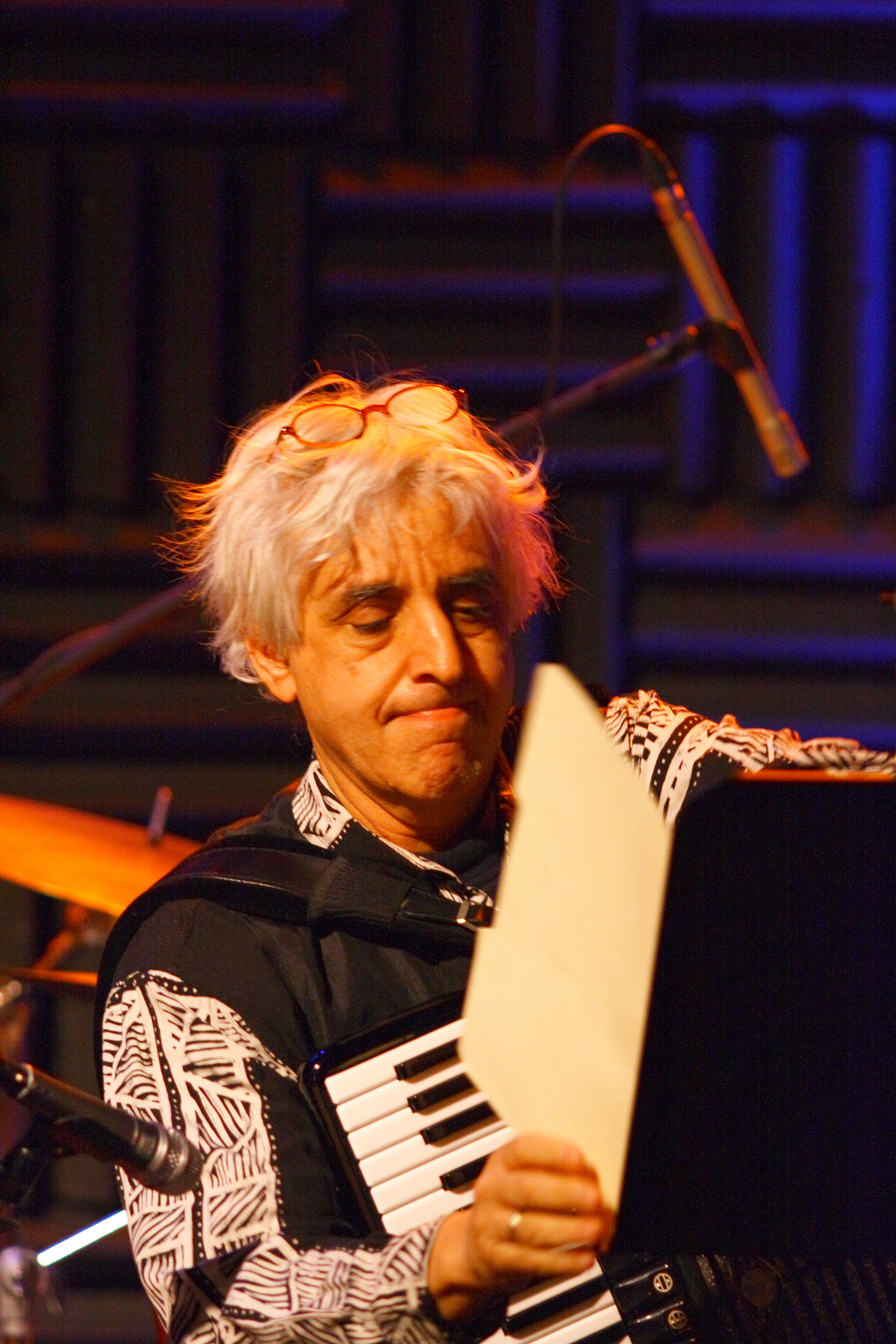
Gil Goldstein (2008)

Gil Bruce Goldstein (* 6. November 1950 in Baltimore) ist ein US-amerikanischer Jazz- und Fusion-Akkordeonspieler, Keyboarder und Pianist.

## Leben und Wirken
Schon als Kind lernte Goldstein das Akkordeonspiel, später auch Cello und Klavier. Er studierte an der Berklee College of Music und arbeitete ab 1973 mit Pat Metheny, Pat Martino, Lee Konitz, Wayne Shorter und anderen zusammen. 
Er spielte zu Beginn der 1980er Jahre in Billy Cobhams Rockjazz-Formation Glass Menagerie. Als einer der seltenen Akkordeonisten im Jazz arbeitete er mit Bob Berg (1994), Jim Hall (1995) und Eliane Elias (1996) zusammen. Außerdem begleitete er Michel Petrucciani und Richard Galliano bei Tourneen. 
Ende der 1980er Jahre gehörte er der letzten Gil Evans Band an und spielte nach Evans’ Tod bei dem Album A Tribute to Gil 1988 mit. 1993 gründete er das Zebra Coast Orchestra, in dem Musiker wie Jorge Pardo, Wolfgang Muthspiel, Don Alias und Mino Cinelu spielten. Des Weiteren wirkte er als Keyboarder und Pianist bei zahlreichen Jazz- und Fusion-Aufnahmen von so unterschiedlichen Musikern wie Bernard Purdie, Randy Brecker, Eddie Harris (The Last Concert, 1996), Didier Lockwood, Joe Lovano, Helen Merrill, Pat Metheny (Secret Story, 1991), Bob Mintzer, Claudio Roditi, Wallace Roney, David Sanborn, Mike Stern und Lenny White sowie als Arrangeur für das SFJazz Collective. 1991 wirkte er bei dem Konzert Miles & Quincy Live at Montreux mit.
Im Jahr 2007 war er an dem Album Your Songs: The Music of Elton John (ObliqSound) mit Steve Swallow, Paul Motian und dem italienischen Saxophonisten Pietro Tonolo beteiligt. Das Quartett spielte Jazzarrangements einiger der populärsten Songs von Elton John. 
Goldstein arbeitete auch an Filmprojekten mit, wie De-Lovely, die Cole-Porter-Story, wo er den Song I Love Paris spielte, sowie in Little Buddha als Arrangeur. Er gewann drei Grammy Awards; zwei für die Produktion und das Arrangement des Michael Brecker Albums Wide Angles (2003).
Seine Zusammenarbeit mit Bobby McFerrin bei dessen Album Spirityouall brachte ihm 2014 einen weiteren Grammy Award. Beim Stück Swing Low von McFerrin mit Esperanza Spalding wurde er für das Arrangement (Best Instrumental Arrangement Accompanying Vocals) ausgezeichnet.
Goldstein lehrt als Professor an der New York University.

## Diskographie (Auswahl)
- Wrapped in a Cloud (Muse 1980, mit Mark Egan, Steve Swallow, Danny Gottlieb)
- Billy Cobham: Stratus (INAK, 1981)
- Zebra Coast (Eau 1992, mit Jorge Pardo, Wolfgang Muthspiel, Carles Benavent, Alex Acuña, Don Alias und Mino Cinelu)
- Jim Hall: Dialogues (Telarc, 1995)
- Eliane Elias: The Three Americas (Blue Note Records, 1996)
- Under Rousseau’s Moon (Half Note 2006, mit Randy Brecker, Chris Potter, Mike Mainieri, Richard Bona, Don Alias)
- Bob Mintzer & Gil Goldstein Longing (Owl, 2007)